# Periploca tsangii
Periploca tsangii är en oleanderväxtart som beskrevs av Ding Fang och H. Z. Ling. Periploca tsangii ingår i släktet Periploca och familjen oleanderväxter. Inga underarter finns listade i Catalogue of Life.